# 김도희 (1992년)
김도희(1992년 10월 26일 ~ )는 대한민국의 성우로, 2018년 CJ ENM 성우극회 공채 10기로 입사했다.

## 출연작

### 애니메이션
- 짱구는 못말려 (투니버스) - 도그림 외 각종 단역
- 명탐정 코난 (투니버스) - 고뭉치
- 요괴워치 시리즈 (투니버스)
- 도깨비언덕에 왜 왔니? (KBS) - 겸이
- 신비아파트: 고스트볼X의 탄생 두 번째 이야기 (KBS, 투니버스) - 채홍, 입질쟁이
- 신비아파트 고스트볼 더블X 6개의 예언 (KBS, 투니버스) - 재율 엄마, 문회범, 지우, 재범 외 각종 단역
- 신비아파트 고스트볼 더블X 수상한 의뢰 (KBS, 투니버스) - 정아, 블랙아이드 장남 외 각종 단역
- 알쏭달쏭 캐치! 티니핑 (KBS) - 빙글핑
- 와츄! 프리매직 (MBC) - 나나
- 전설의 마법 쿠루쿠루 (투니버스) - 피카비아
- 카드캡터 체리 (투니버스) - 파이어리
- 보노보노 (투니버스)
- 레이튼 미스테리의 탐정사무소 (투니버스) - 리즈
- 스타워즈: 클론전쟁 - 대모 탈진
- 토마스와 친구들: 함께 달리자! (투니버스) - 퍼시
- 벅스봇 이그니션 (투니버스) - 신보배
- 바쿠간 배틀 플래닛 - 보비, 캐리, 윈튼 남동생, 부하2, 고용인2
- 다이노 파워즈 2 (KBS) - 루시
- 디지몬 어드벤처: (대원방송) -  피요몬, 버드라몬, 가루다몬, 피닉스몬, 새싹몬

### 극장판 애니메이션
- 극장판 요괴워치 섀도사이드: 도깨비왕의 부활 - 삼눈

### 특촬물
- 미라클 멜로디 (투니버스) - 써니 샤니 엄마
- 퓨어엔젤 미라클 매직 (투니버스) - 신부

### 게임
- 원신 - 말라니

### OST
- 전설의 마법 쿠루쿠루 오프닝 Trip Trip Trip
- 카드캡터 체리 클리어 카드 오프닝 Going On!
- 다이노 파워즈 엔딩 샤이닝 스타